# آسیاب‌بادی‌های نشتیفان
آسیاب‌های بادی نشتیفان مربوط به دوره صفوی است و در شهرستان خواف، بخش مرکزی، شهر نشتیفان واقع شده و این اثر در تاریخ ۱۲ بهمن ۱۳۸۱ با شمارهٔ ثبت ۷۴۹۰ به‌عنوان یکی از آثار ملی ایران به ثبت رسیده است.